# جون جاي شابمان
جون جاي شابمان (بالإنجليزية: John Jay Chapman)‏ هو كاتب سير ومحامي أمريكي، ولد في 2 مارس 1862 في نيويورك في الولايات المتحدة، وتوفي في 4 نوفمبر 1933 في بكبسي في الولايات المتحدة.

## وصلات خارجية
- جون جاي شابمان على موقع الموسوعة البريطانية (الإنجليزية)
- جون جاي شابمان على موقع إن إن دي بي (الإنجليزية)